# Heinz Matthies
Heinz Matthies (* 11. April 1923) ist ein ehemaliger deutscher Fußballspieler, der mit der BSG Waggonbau/Motor Dessau Erstligafußball spielte und 1949 den FDGB-Pokal gewann. 

## Laufbahn
Die 1949 gegründete Betriebssportgemeinschaft (BSG) Waggonbau Dessau (später BSG Motor Dessau) hatte ihre erfolgreichsten Jahre 1949 und 1950. Als Landespokalfinalist qualifizierte sich die BSG 1949 für den ersten Wettbewerb um den ostdeutschen FDGB-Fußballpokal. Durch einen 1:0-Endspielsieg über Gera-Süd wurden die Dessauer erster FDGB-Pokalsieger. Im Dessauer Endspielaufgebot stand als linker Außenläufer der 23-jährige Heinz Matthies. 
Durch den Pokalsieg war Waggonbau Dessau gleichzeitig für die erste Saison der ostdeutschen Zonenliga (später DS-Oberliga, DDR-Oberliga), qualifiziert und spielte damit 1949/50 um die Meisterschaft im ostdeutschen Fußball mit. Dessau, inzwischen in BSG Motor umbenannt, landete auf dem dritten Platz, zur Mannschaft gehörte wieder Matthies. Als Mittelfeldspieler gehörte er zum Stamm der Mannschaft, er bestritt alle 26 Punktspiele und war einmal als Torschütze erfolgreich. 1950/51 hatten die Oberligamannschaften 34 Punktspiele zu absolvieren, Matthies war der einzige seiner Mannschaft, der in allen Begegnungen aufgeboten wurde. Er spielte erneut im Mittelfeld und kam wieder einmal zum Torerfolg. In der Spielzeit 1951/52 bestritt Matthies nur in der Hinrunde 15 Punktspiele und fiel danach für den Rest der Saison aus. 1952/53 war er wieder voll dabei und fehlte in den 32 ausgetragenen Oberligarunden nur einmal. Es wurde zudem seine torreichste Saison, in der er drei Meisterschaftstore erzielte. Fast konstant wurde er als linker Mittelfeldspieler eingesetzt. Im September 1953 ging Matthies als 30-Jähriger in seine fünfte Oberligasaison. Er bestritt aber nur noch vier Punktspiele bis zum Oktober, sein letztes Oberligaspiel absolvierte er am 11. Oktober in der Begegnung Motor Dessau – Aktivist Brieske-Ost (2:3), in der er wie gewohnt als linker Läufer agierte. 
Da Motor Dessau nach der Saison 1953/54 aus der Oberliga absteigen musste, erschien Heinz Matthies danach nicht mehr im Erstligafußball. In seinen fünf Oberligaspielzeiten hatte er 110 Punktspiele bestritten und war fünfmal als Torschütze erfolgreich gewesen.